# Ердељски гонич
Ердељски гонич (мађ. Erdélyi Kopó; лат. Canis familiaris sagax braco Transsylvanicus) је мађарска пасмина која спада у једну од најугроженијих врста.

## Историја
Ова пасмина се на данашњим просторима Трансилваније и Мађарске појавила током досељавања Мађара у 9. веку. Ту је укрштена са већ постојећим гоничима, између осталих са келтским гоничом. У време владавине куће Арпада се формирао већ изумрла пасмина панонски гонич, који је био предак данашњег ердељског гонича и мађарске вижле. Слике гонича се могу видети у илустрованој хроници мађара а први писани трагови се потичу из 1273. године. Мађарски племићи и властела је радо користила ердељске гониче за лов а на лентама се лик овог пса појавио почетком 17. века.
Током 19. века, ердељски гонич се раширио по читавом Ердељу и тадашњој Мађарској. Појавила се и једна подврста гонича, кратконоги гонич. Кратконоги се користио у лову на ситну дивљач док је дугоноги ердељски гонич био коришћен у лову на крупну дивљач. Данас ФЦИ  признаје само дугоногог ердељског гонича, али и даље постоје одгајивачи који упорно узгајају кратконогог гонича.
Прво потанко описивање ове пасмине од стране Еде Цинка (Czynk Edétől) потиче из 1901. године. Са вођење родослова се увело почетком 20. века, али после Првог светског рата је утихнуло, а 1947. године румунским указом је изједначен са осталим гоничима и тиме скоро доведен до истребљења као расе. До тога није дошло само пуким случајем. Током изложбе у Будимпешти 1968. године је откривено да да по ФЦИ ердељски гонич је сматран одумрлом врстом пошто деценијама није био пријављен ни један гонич. Исте године је у Ердељу код ловаца, који су и поред забране узгајали гониче, пронађено доста припадника ове расе и тако је почело поновно званично узгајање ове пасмине. И поред свега овога опстанак ове пасмине је и даље у опасности јер се једино у Ердељу ова пасмина традиционално одгаја.

## Спољашњи изглед
Ердељски гонич је пас са елегантним линијама, дугоноги гонич има преливе боја од црне до боје труле вишње за светлим нијансама. Дугоноги гонич достиже висину између 55-65 cm и тежину око 25 kg, док кратконоги гонич достиже висину између 45-50 cm. Његова кратка длака не захтева неку посебну негу.
Ердељски гонич је веома прилагођен средини у којој живи: жилав је, храбар, прилагодљив и лаје само када је потребно. Друштвен је и веома воли да се игра, нарочито са децом. И поред своје прилагодљивости, да може бити и пас чувар куће, чак се може држати и у стану, не треба заборавити да је ердељски гонич ловачки пас и да се најбоље осећа у својој природној средини.